# А-215 „Град-М“
А-215 „Град-М“ е съветска РСЗО с калибър 122 mm. Създадена е на базата на РСЗО 9К51 „Град“.

## История на създаването
Разработката се води в периода от 1966 до 1969 г. След успешните наземни изпитания на опитния образец през 1969 г., през 1972 г. са проведени и морските изпитания.
Според резултатите от морските изпитания А-215 е препоръчана за приемане на въоръжение за десантните кораби от проект 1171 и проект 1174.

## Предназначение
„Град-М“ е предназначена за поразяване на живата сила и техниката на противника на брега при стоварването на морски десант, поддръжка на действията на морската пехота, а също за защитата на десантните кораби от атаките на корабите на противника. Скорострелността и далечината на стрелба осигуряват необходимата поддръжка на морската пехота при изпълняване на поставените пред десанта задачи.

## Състав
В състава на системата влизат:
1. палубна пускова установка МС-73 (МС-73М) с подпалубно зареждащо устройство;
2. лазерно далекомерно устройство ДВУ-2;
3. система за управление на огъня ПС-73 „Гроза“;
4. 122-мм неуправляеми реактивни снаряди.

## Тактико-технически характеристики[1]
| Параметър                                                              | Величина     |
| ---------------------------------------------------------------------- | ------------ |
| Калибър, мм                                                            | 122          |
| Брой стволове                                                          | 40           |
| Далечина на стрелбата максимална, м                                    | 20 700       |
| Далечина на стрелбата минимална, таблична, м                           | 2000         |
| Ъгъл на вертикално насочване, градуса                                  | от −6 до +93 |
| Ъгъл на хоризонтално насочване, градуса                                | ±164         |
| Скорост на вертикално насочване, градуса/с                             | 24,4         |
| Скорост на хоризонтално насочване, градуса/с                           | 29           |
| Тегло на установки с устройствата за съхранение и подаване, кг         | 16500        |
| Тегло на комплекса без снаряди и ЗИП, кг                               | 20 727       |
| Тегло на комплекса със снаряди и ЗИП, кг                               | около 31 000 |
| Размери на погреба, м: — дължина — ширина — височина                   | 4.5 4 3.8    |
| Габарити на ПУ в походно положение без пакети, мм: — ширина — височина | 1710 2100    |
| Радиус на обметание, мм                                                | 1500         |
| Разчет, души                                                           | 2            |
| Интервал между пусковете на снарядите в залпа, с                       | 0,5          |
| Време за зареждане от производството на първия изстрел, с              | 46           |
| Време преззареждане, с                                                 | 120          |
| Време за изстрелване на целия боекомплект, минути                      | 7,3          |